# Винко Падершич
Винко Падершич – Батреја (Монфалконе, 24. септембар 1916 — Заград при Оточцу, 1942), словеначки слависта, учесник Народноослободилачке борбе и народни херој Југославије.

## Биографија
Рођен је 1916. године у Монфалконеу (Тржич). На Филозофском факултету у Љубљани је студирао славистику и 1941. године дипломирао. Као студент је био члан хришћанско-социјалистичког друштва „Зарја“.
У Ослободилачки фронт Словеније укључио се 1941. године. Фебруара 1942. је отишао у Долењску, где је постао члан одбора Ослободилачког фронта у срезу Ново Место.
Кад су италијанске снаге завладале Новим Местом и Шентјернејем, он се са скупином активиста затекао у Бецелетовој јами близу Заграда при Оточцу. По изласку из јаме, сви су се активисти осим њега предали. Он се два дана борио против окупатора из јаме и кад више није било излаза, извршио је самоубиство.
Указом Президијума Народне скупштине Федеративне Народне Републике Југославије, 20. децембра 1951. године, проглашен је за народног хероја.